# Carlos Garcia
Carlos Garcia (Braga, 17 de Fevereiro de 1950) é um treinador de futebol português.

## Carreira
Carlos Garcia é um treinador bastante experiente, que se prepara para a sua vigésima temporada, que já representou alguns dos maiores emblemas do futebol português como o Sporting de Espinho, Sporting de Braga, Penafiel, Académica, Leça, Desportivo das Aves e principalmente Moreirense, que comandou durante cinco temporadas seguidas (de 1994-1995 a 1998-1999).

### Vizela
Foi um dos principais responsáveis pelo sucesso do Futebol Clube de Vizela desde 2004–2005, sendo por isso também responsável pelo regresso do clube à Liga Vitalis e pela sua manutenção na mesma.